# 山田はるみ
山田 はるみ（やまだ はるみ、1951年9月6日 - ）は、日本の元女優。本名同じ。
東京都文京区出身。八雲高等学校卒業。市谷企画を経て、細谷事務所に所属していた。

## 来歴
小学生時代より、少女雑誌のモデルやCMで活動する。
高校在学中の1969年6月、「100万円スター・コンテスト」に応募し、6千人の応募の中でグランプリとなり映画『華麗なる闘い』で女優デビューし、同時に東宝へ入社。翌年9月に東宝テレビ部へ移籍する。なおコンテストの最終選考に残った七人の中には大田黒久美、皆川妙子、桐生かほるらがおり、「山田はるみとファニーセブン」という名前で活躍した。1970年から1972年にかけてミス宝くじも務めた。
1970年に東宝テレビ部に移籍して1976年まで在籍する。1972年のテレビドラマ「マドモアゼル通り」では、主役の三上裕子（紀比呂子）のライバルを演じ、1976年の『雲のじゅうたん』では、主役の小野間真琴（浅茅陽子）の親友を演じ、舞台でも活躍した。
1979年の紹介記事では、一週間の間に茶道、三味線、日舞、ピアノなど七種類の稽古事に励んでいると紹介されている。

## 出演

### 映画
- 華麗なる闘い（1969年、東宝）- 縫い子
- ブラボー!若大将（1970年、東宝）- 直子
- 社長学ABC（1970年、東宝）- 山田（秘書課）
- 蝦夷館の決闘（1970年、東宝）- おりく（女郎）
- 続・社長学ABC（1970年、東宝）- 山田（秘書課）
- 凄い奴ら（1971年、東京映画）- サユリ
- 続・人間革命（1976年、東宝映像＝シナノ企画）

### テレビドラマ
- 人形佐七捕物帳 第8話（1971年、NET）
- 鬼平犯科帳 第2シリーズ 第25話「礼金二百両」（1972年、NET / 東宝） - もよ
- おらんだ左近事件帖 第21話（1972年、CX）
- 飛び出せ!青春 第19話（1972年、NTV） - ゆきこの妹
- 太陽にほえろ!（NTV）
  - 第8話「真夜中の刑事たち」（1972年） - 通り魔の被害者
  - 第47話「俺の拳銃をかえせ!」（1973年） - オーロラ商事のOL
- 泣くな青春 第4話「空白の遺書」（1972年、CX）
- マドモアゼル通り（1972年 - 1973年、YTV） - 片岡咲子
- 高校教師 第3話「家庭教師はお呼びじゃない」（1974年、12ch・東宝） - 岩城時子
- 雲のじゅうたん（1976年、NHK） - 井原高子
- 阪急ドラマシリーズ / 新・河原町東入ル（1977年、KTV） - みき
- 鳴門秘帖（1977年、NHK）
- 銀河テレビ小説（NHK）
  - ぼくの姉さん（1978年） - 知子
- アヒル大合唱（1978年 - 1979年、TBS） - 町田圭子
- 大江戸捜査網 第418話「悪を撃つ謎のオランダ銃」（1979年、12ch・三船プロ） - おさと
- 草野球・草家族（1980年、ANB）
- 土曜ドラマ（NHK）
  - わが青春のブルース（1981年） - 光子
- 熱中時代 教師編第2シリーズ「やさしさ紙芝居」（1981年、NTV・ユニオン映画） - 患者
- ザ・サスペンス / 猟人日記（1983年、TBS）
- 必殺シリーズ（ABC・松竹）
  - 必殺橋掛人第5話「六本木の朝顔を探ります」（1985年） - お蔦
  - 必殺仕事人V 第17話「加代 子守唄を歌う」（1985年） - お葉
  - 必殺仕事人V・激闘編 第26話「主水、殺しに遅刻する」（1986年） - おたき
  - 必殺仕切人 第16話「もしも討入りに雪が降らなかったら」」（1989年） - お高
- 大河ドラマ いのち 第45話　- 容子　（1986年）
- 月曜・女のサスペンス 事件の女たち「時効・あの時…南アルプス渓流殺人事件」（1988年、TX・エイジェント21）
- NHKドラマスペシャル『山頭火』（1989年）
- 水曜ドラマ マダム・りん子の事件帖（1991年、NHK） - 金子珠世

### 舞台
- 佐々木小次郎（1973年、名鉄ホール）
- 露の響（1987年、博品館劇場）
- 酒鬼の詩（1989年、シアターアプル）